# Platanthera sparsiflora
Platanthera sparsiflora är en orkidéart som först beskrevs av Sereno Watson, och fick sitt nu gällande namn av Rudolf Schlechter. Platanthera sparsiflora ingår i släktet nattvioler, och familjen orkidéer. Inga underarter finns listade i Catalogue of Life.